# Granja do Ulmeiro
Granja do Ulmeiro est une ville portugaise. En 2011, la ville comptait 1 866 habitants.

## Géographie
Granja do Ulmeiro est située à l'extrême Nord de l'administration de Soure, dont le siège est situé à environ 14 km sur la rive gauche de la rivière Mondego.

## Histoire
La tradition pointe vers un Seigneur qui ici eu une grande superficie de terres qui ont formé un vaste domaine, alors appelé Granja.
Dans le hall de l'église, un site archéologique a été découvert, composé de plusieurs tombes et de plusieurs vases, ce qui est un témoignage de la population ancestrale de ce lieu par cette société guerrière. Pour renforcer cette tendance, il existe des indications passées par Granja do Ulmeiro.

## Population et démographie
En 2001, la ville comptait 1 669 habitants. 224 habitants étaient âgés entre 0 et 14 ans ; 203 habitants âgés de 15 à 24 ans ; 874 habitants de 25 à 64 ans ; et 368 âgés de plus de 65 ans.

## Numéros utiles
- Hôpital : 239 800 100[1]
- Centre de santé :
  - Centre de santé de Soure : 239 509 810[1]
  - Les sapeurs-pompiers volontaires de Soure : 239 506 300[1]
  - Section de Elm Farm : 239 646 810[1]

## Économie
Secteur Économique : Primaire : 1 %  ; secondaire : 0 % ; tertiaire : 99 %.